# John Gow (Fußballspieler, 1859)
John James Gow (* 4. Oktober 1859 in Kinning Park, Glasgow; † 25. April 1932 in Crossmyloof, Glasgow) war ein schottischer Fußballspieler. In seiner aktiven Karriere als Spieler gewann er in den 1880er Jahren zwei Mal den schottischen Pokal. Mit der schottischen Nationalmannschaft gewann Gow zudem einmal die British Home Championship.

## Karriere

### Verein
John Gow wurde in Kinning Park, einem Stadtteil der schottischen Stadt Glasgow geboren. Er spielte von 1880 bis 1887 für den FC Queen’s Park in Glasgow. Mit dem Verein gewann er in den Jahren 1884 und 1886 den Schottischen Pokal.

### Nationalmannschaft
John Gow absolvierte ein Länderspiel für Schottland. Er debütierte für die „Bravehearts“ am 21. März 1885 bei einem 1:1-Unentschieden gegen England im Kennington Oval von London. Dieser Punkt verhalf zum Sieg in der British Home Championship 1884/85.

## Erfolge
mit dem FC Queen’s Park
- Schottischer Pokalsieger (2): 1884, 1886

mit Schottland
- British Home Championship (1): 1885